# 필립 코퀴
필립 존 윌리암 코퀴(네덜란드어: Phillip John William Cocu [ˈfɪ.lɪp ˈdʒɔn ˈwɪ.li.jɑm koˈky], 1970년 10월 29일, 네덜란드 노르트브라반트주 에인트호번 ~ )는 네덜란드의 전 축구 선수로 현 축구 감독이다.
코퀴는 1988년 AZ 알크마르에 입단해 선수 생활을 시작하였다. 본 포지션은 수비형 미드필더지만 스트라이커 센터백까지 소화해내는 만능 선수로서 1990년부터 피테서에서 뛰기 시작하였다. 1995년에는 고향의 명문 팀인 PSV 에인트호번으로 이적하면서 팀의 주축으로 활약 하였고 1996년 4월 24일 독일과의 경기에서 대표팀에서의 첫 경기를 치렀다.
1998년에는 프랑스 월드컵에도 출전해 경기 때마다 다른 포지션으로 활약 하였고 네덜란드의 4위 수성에 공헌하였다. 프랑스 월드컵 종료 후에는 FC 바르셀로나로 이적해 루이스 판 할에 이끌려 잇달아 입단한 다른 네덜란드 선수들의 활약이 별로 눈에 띄지 못하는 상황에서 팀의 공격과 수비에 걸쳐 꾸준히 활약 하였고 FC 바르셀로나에서 활동한 외국인 선수 중 최다 출장 기록인 205경기 출장 기록을 세우기도 하였다. 또 다른 팀으로 이적 하였음에도 불구하고 과르디올라와 함께 FC 바르셀로나 서포터들의 인기를 누렸다.
2004년부터는 이전에 활약하였던 고향 팀 PSV 에인트호번으로 복귀 하였고 UEFA 챔피언스리그 2004-05 준결승전 2차전에서 밀란을 상대로 인저리 타임에 골을 넣는 등 PSV 에인트호번의 선전에 크게 기여하였다.
2006년 4월 11일에는 2005-2006 시즌 및 2006년 FIFA 월드컵 종료 후에 현역에서 은퇴 하겠다는 의사를 밝혔지만 에인트호번 측의 만류에 의해 2006-2007 시즌에도 현역으로 뛰겠다는 의사를 발표하였다. 시즌 종료 후 PSV 에인트호번과 계약을 연장하지 않고, 아랍에미리트의 알자지라 클럽에서 선수 생활을 끝낼 것을 결정하였다. 2008 시즌 종료 후 현역 은퇴를 발표하였다.
은퇴 후에는 프랑크 더 부르와 함께 네덜란드 대표팀에서 수석 코치를 맡았으며 2009년부터 PSV 에인트호번의 수석 코치도 함께 맡았다. 딕 아드보카트 감독이 사임하자 후임으로 2013-14 시즌부터 PSV 에인트호번의 감독으로 취임하였다.

## 수상 경력

### 클럽
- 에레디비시 우승: 1997, 2005, 2006, 2007
- 라 리가 우승: 1999
- 네덜란드컵 우승: 1996, 2005
- 네덜란드 슈퍼컵 우승: 1996, 1997
- UEFA 슈퍼컵 우승: 1998
- 걸프 챔피언스리그 우승: 2007

## 같이 보기
- A매치 100경기 이상 출전한 축구 선수 명단